# Museu Arqueològic de Kilkís
El Museu Arqueològic de Kilkís és un dels museus de Grècia. Es troba a Kilkís, una ciutat de Macedònia Central. Està obert des de 1972.

## Col·leccions
El museu conté una col·lecció de troballes de jaciments arqueològics de la unitat perifèrica de Kilkís.
De la prehistòria, la col·lecció conté eines i figuretes del Neolític provinents de Koljida i de Galikós.
A l'edat del ferro primerenca pertany una important col·lecció d'objectes entre els quals destaquen joies com braçalets, penjolls, anells i fíbules de bronze, algunes amb decoració zoomòrfica.
En una altra sala hi ha objectes provinents d'aixovars funeraris de la necròpoli de l'antic Gynekókastro, com armes, destrals dobles i ceràmica. En una altra sala hi ha objectes de la necròpoli d'Europós i l'evolució dels usos i rituals funeraris al llarg de tota la seua història. També s'hi mostren objectes del jaciment arqueològic de Filyriá.
També hi ha esteles funeràries amb representacions en relleu, així com un decret honorífic de la ciutat de Morrilo. Entre els objectes més destacats se'n troba el denominat curos d'Europós, de finals del s. VI ae i les estàtues de quatre herois epònims procedents del jaciment arqueològic de Palatianó, del s. II.